# 03式自動步槍
03式自动步枪（QBZ-03，QBZ为源自官方翻译的拼音「輕武器—步槍—自动」（Qīngwuqi Bùqiāng Zìdòng）的类别代码，照正常而言的拼音是「2003式自动步枪」（Zìdòng Bùqiāng, 2003），亦简称03式，以下简称为QBZ-03）是一款由中國北方工业集团公司研制的突击步枪，为目前中国人民解放军的制式步枪之一。

## 历史
1995年，95式自動步槍通过中国人民解放军的测试，并且装备于海军的海军陆战队和空军士兵。
95式的基本结构，并按照设计，通常的使用方法是彈匣在手槍握把的后方。许多中国士兵因为习惯使用弹匣在握把前面的有托步枪，而對於95式感到不习惯。
QBZ-03的发展是为了成为中国人民解放军所使用的制式步枪而设计，和过去的56式步枪和81式步枪有很多相同之处（变回有托结构），并成为中国新一代制式步枪的最新标准。
出现03式步枪的原型枪以后，不少人对于中国军队武器的目标再次展开激烈的讨论选择。而最终的决定是：这两款步枪根据不同兵种的战斗任务强度，而自行决定使用其中一款。
95式步枪作为陆军集团军、陆军特种部队、海军陆战队等单位的主要步枪，而03式步枪作为陆军边防部队、空军空降兵单位及武警内卫部队的主要步枪，亦预料81式步枪将在现役部队中被加快取代。

## 设计细節
QBZ-03与采用了（英語：Bullpup）的95式相反，重新使用和以往的56式、81式和87式以及SIG SG 550（相關的人体工学和折叠枪托）相同的传统式结构，以符合已经熟悉了以前发配的步枪和机枪的中国士兵们，在使用步槍上的习惯。
QBZ-03的枪托直线尽可能接近枪管轴线，以减小射击精度受到相应距离，导致的翻转力矩影响。所以，QBZ-03的人体工学程度远比95式更为出色，可是仍然和外国不少枪械相差不少。
例如只是装在左手边的快慢機，距离大拇指太远、重心过前和拉機柄不能左右拉；95-1式的人体工学程度，远比原来的95式和03式出色，尤其是快慢机位置移至主握把上方。

### 運作
QBZ-03的自动机采用短行程活塞气动式操作。其导气管装有氣體調節器，在发射枪榴弹时可通过增大气流量，以确保完成复进过程。
QBZ-03由上、下機匣組成，上、下机匣及后罩等零件，采用了95式自动步枪生产中已应用得较为成熟的铝合金材料及硬质阳极氧化工艺，具有重量轻、表面硬度高、耐腐蚀及耐光老化等特点，而槍托、手槍握把和護木使用高分子聚合物。
QBZ-03的枪托为折叠式，其卡笋位于枪托前方上部；气体调节器具有两个位置，一个用于发射标准弹药，而另一个则可发射枪榴弹。机匣上的战术导轨是其瞄準鏡导轨，以便安装各种中国制造的光学瞄準鏡或夜視鏡。

### 彈藥
03式和95式一样，使用的枪弹为中国研制的5.8×42毫米（DBP-87式枪弹）；因此供弹方式，亦与95式相同（30发弹匣和75发弹鼓）。

### 附件
03式的刺刀（QNL-95与QNL-06）、白光瞄准镜、微光瞄准镜、全息衍射瞄准镜和榴弹发射器等附件和95式共用。
唯独消声器因消焰器外形不同，而令结构设计和外观各不相同，不能互换使用。
03式的光学瞄准具装配在机匣的上方的Ｕ型槽内；刺刀和消声器，则安装于其槍口消焰器以上。

## 衍生型

### 升級型
在中國反恐展覽上，可發現該步槍的戰術升級型。
升級型配备四条导轨的护木，并且獲警察和边防人员所採用。

### 出口型
QBZ-03有推出其出口版本。
2005年，在中国京安进出口公司（CJAIE）及江社集团下属公司首次联合推出。
2007年，QBZ-03的出口型命名为“外贸型03”，在MILIPOL博覽會上首次出现。
出口版本的设计除了将原来发射DBP-87式子彈的结构改为发射5.56×45毫米北约口徑制式步枪子彈和供弹方式为北约标准化弹匣，并且在细节方面进行了改進：
1. 護木纹理由原来的“细条纹”改为了“宽条纹”
2. 照門组由原来的觇孔式，变为缺口式；位置也由原来的位于上机匣尾端前，移到了上机匣中部
3. 导轨由原来的前置于照門组前方，改为了后置于照門组后方
4. 弹匣插口处设置弹匣裙口，将原有5.8毫米枪型的“卡口式”弹匣安装方式改为“插口式”，以使用北约标准化弹匣
5. 添加了原來所沒有的整体式無彈後定和點放模式（军用型）

### 11式單兵綜合作戰系統（QTS-11）
2011年2月，出现了一张关于中国兵器的照片，名为QTS-11式單兵綜合作戰系統（以前经常被误稱作05式战略步枪或ZH-05）。
QTS-11结合了QBZ-03和20毫米空爆榴弹发射器；这使得中国成为继美国XM29理想单兵战斗武器和XM25 CDTE以及韩国K11双管空爆武器以后，第三个建立了空爆彈藥步兵武器的国家。

## 衍生型

### QBZ-03
基本型號。

### QBZ-03升級型
升級以后的戰術衍生型，2014年反恐展覽以上首度亮相，配备四条导轨的护木。

### T03
出口型，發射5.56×45毫米北约口徑制式步枪子彈，和供弹方式为北约标准化弹匣。

#### T03A
改进衍生型。

### EM3513
半自動出口型，發射.22 LR口徑步枪子彈和供弹方式为10发弹匣。

#### EM3513A
改进衍生型，附带导轨与新型槍托。

## 採用
03式在2003年通过中国人民解放军的测试。
2009年10月1日，中华人民共和国60周年国庆阅兵上，QBZ-03是由空降兵第15军组成空军空降兵方队所执并公开展示。
2015年9月3日，2015年纪念二战胜利70周年阅兵式上也再公开展示。
目前QBZ-03正装备于中國大陸境内的武警、空军空降兵、陆军的边海防部队和民兵。
另外，緬甸境內的武裝組織佤邦聯合軍也透過中華人民共和國的軍援，獲得一定數量的03式自動步槍。

## 使用国
- 中华人民共和国
  - 中國人民解放軍
  - 中國人民武裝警察部隊
  - 中國民兵

### 非國家組織
- 佤邦聯合軍[11]

## 登場作品

### 電子遊戲
- 2011年—：命名為“Type 03 AK”，由朝鲜人民军和游戏内，负责美国本土治安的朝鲜民主主义人民共和国人民保安部所使用。
- 2019年—《叛亂：沙漠風暴》：型號為5.56×45mm口徑的T03，命名為“QBZ-03”，以叛軍陣營武器登場。
- 2022年—《蔚藍檔案》：春原心菜的固有武器「淑女的品格」原型。

## 資料來源
1. ↑  .   [2010-06-18]. （原始内容存档于2013-12-31）.
2. ↑  . imgur.com.   [2015-01-14]. （原始内容存档于2014-05-29）.
3. ↑  .   [2018-12-24]. （原始内容存档于2018-07-14）.
4. ↑  .   [2018-12-24]. （原始内容存档于2017-12-01）.
5. ↑  . 20 August 2015  [2018-12-24]. （原始内容存档于2017-11-23）.
6. ↑  Tarantola, Andrew. .   [2018-12-24]. （原始内容存档于2017-12-01）.
7. ↑  . 13 May 2015  [2015-05-13]. （原始内容存档于2017-10-14）.
8. ↑  .   [2016-05-30]. （原始内容存档于2015-06-25）.
9. ↑  .   [2016-01-08]. （原始内容存档于2016-03-04）.
10. ↑  中国边海防巡礼之友谊关 （页面存档备份，存于）中国军报
11. 1 2  .   [2020-02-27]. （原始内容存档于2019-03-31）.

## 外部連結
- （英文）—Modern Firearms—Type 03 / QBZ-03 assault rifle（页面存档备份，存于）
- （英文）—Security Arms—Norinco Type 03 assault rifle in 5.56x45mm-NATO（页面存档备份，存于）
- （英文）—Bradspictures.com—QBZ-03
- （英文）—Index of /assault rifles—Chinese Assault Rifles（页面存档备份，存于）
- （英文）—Military-Today.com—QBZ-03 Assault Rifle（页面存档备份，存于）
- （英文）—The Firearm Blog.com—
  - QBZ-03: China's latest assault rifle（页面存档备份，存于）
  - China Supplies QBZ-03 Rifle to United Wa State Army（页面存档备份，存于）
  - Chinese Small Arms from the 7th Beijing Police Equipment Expo（页面存档备份，存于）
  - POTD: People’s Liberation Army Weapons（页面存档备份，存于）
  - More Photos of The Elusive QBZ-03 Rifle In Action（页面存档备份，存于）
- （英文）—Sinodefence.com.—Type 03 Assault Rifle
- （英文）—Tactical-Life.com—Foreign Firepower: 5 Chinese Assault Rifles（页面存档备份，存于）
- （英文）—Defense Updates－Chinese QBZ03 / Type 03 automatic assault rifle（页面存档备份，存于）
- （英文）—Chinese Infantry Heavy Weapon & Small Arms | China Defense Mashup
- （日語）—日本周辺国の軍事兵器 （页面存档备份，存于）
- （中文）—北方裝備官方網站—5.56mm FOLDING BUTT AUTOMATIC RIFLE[]
- （简体中文）—槍炮世界—03式自动步枪（页面存档备份，存于）
  - 1x式单兵系统（页面存档备份，存于）
- （简体中文）—从“中正”到03:中国步枪发展历程回溯
- （简体中文）—中国最新型QBZ03式5.8毫米自动步枪（页面存档备份，存于）
- （简体中文）—两雄争霸：国产03式步枪对比德国G36（页面存档备份，存于）
- （简体中文）—《轻兵器》—迟来的爱（页面存档备份，存于）
- （繁體中文）—PChome 個人新聞台—中國03式步槍（页面存档备份，存于）